# Vermipardus sathon
Vermipardus sathon är en tvåvingeart som beskrevs av Elisabeth K. Stuckenberg 1995. Vermipardus sathon ingår i släktet Vermipardus och familjen Vermileonidae. Inga underarter finns listade i Catalogue of Life.